# Squalus altipinnis
Squalus altipinnis es un escualiforme de la familia Squalidae. Habita en la plataforma continental de Australia Occidental, a profundidades de entre 220 y 510 m.
Su reproducción es ovovivípara.